# Чакравала
Чакравала (санскр. Cacravâla, палийск. Cakkavāḷa = «круг»), или Чакравада (Chakra-vâda — «круг»), — в буддийской космологии именование одной из бесчисленных сфер, из которых состоит вселенная. Каждая из них имеет свою землю, своё солнце, свою луну, небеса и ад (преисподнии) и делится на три области — «авачара» (или лока).
В индийской мифологии этими словами (Чакравала, Чакравада) называется также Локалока (скр. Lokâloka = loka + aloka = «мир и немир») — сказочный горный пояс, отделяющий видимый мир от царства тьмы.